# Диченцо, Джордж
Джордж Ральф ДиЧенцо (англ. George Ralph DiCenzo, 21 апреля 1940 — 9 августа 2010) — американский актёр.

## Биография
Изучал драматическое искусство в Йельском университете драмы.
Дебютировал в небольших ролях в фильмах ужасов, боевиках и триллерах. Снялся в более чем 30 художественных фильмах, в том числе: «Близкие контакты третьего рода» (1977), «Девятая конфигурация» (1980), «Назад в будущее» (1985), «По поводу того, что случилось вчера ночью…» (1986), «Изгоняющий дьявола 3: Легион» (1990), а также популярных сериалах «Она написала убийство», «Закон и порядок» и «Полиция Нью-Йорка». Выступал на Бродвее с Нейтаном Лейном в постановке On Borrowed Time своего друга Джорджа С. Скотта.
Был известен озвучиванием анимационных фильмов «Утиные истории», «Хи-Мен и властелины вселенной», «Непобедимая принцесса Ши-Ра», «Война Гоботов».
Также работал театральным педагогом в Нью-Йорке. Основал собственную студию в Филадельфии, где и работал до своей смерти. Диченцо умер от сепсиса 9 августа 2010 года в возрасте 70 лет.